# یوردان میتکوف
یوردان میتکوف (بلغاری: Йордан Митков؛ زادهٔ ۳ آوریل ۱۹۵۶) وزنه‌بردار اهل بلغارستان است.